# Monastero di Sant'Eusebio
Il Monastero di Sant'Eusebio è un antico complesso monastico che si colloca su una cresta collinare nella zona Sud del paese di Valsanzibio, frazione di Galzignano Terme. Il monastero risale all'XI secolo e costituì la prima chiesa parrocchiale del paese. Dalla fine del XX secolo, il complesso si trova all'interno di una proprietà privata ed è in stato di rovina.

## Storia

### Inquadramento geografico
L'ex monastero di Sant'Eusebio a Valsanzibio sorge sulla sommità di un basso sperone collinare (il Colle di Sant'Eusebio, comunemente chiamato “Monteselo”), che divide in due la stretta valle che si insinua all'interno dei Colli Euganei, tra il monte delle Grotte, il monte Orbieso e il monte Ventolone. La scelta di collocare le prime chiese parrocchiali su alture, come punto di riferimento per la popolazione, è comune nei paesi di Valsanzibio, Galzignano e Battaglia Terme, così come negli antichi edifici di culto di monte Orbieso e monte delle Croci. I due monasteri presenti a Valsanzibio erano collegati tra loro con una strada ancora esistente lungo il crinale che univa il Monastero di S. Maria Annunziata alla chiesa di Sant'Eusebio.
Il monastero di Sant’Eusebio diede il nome all’intera valle: il termine Valsanzibio ha quindi una connotazione religiosa. In antico questa valle era perlopiù paludosa e in vicinanza del priorato di Sant’Eusebio si trovava la zona più bassa della palude con il presunto porto per barche di trasporto fluviale, lungo un canale che proseguiva fino a Galzignano Terme e che costituiva il principale mezzo di comunicazione tra i due paesi.

### Storia del monastero
La prima memoria storica di Valsanzibio risale all’epoca medievale: in un documento del 13 febbraio 1155 venne registrata la permuta di alcuni beni, tra i quali un livello “in Valle S.Eusebii”, tra l’Abbazia di Praglia e il chierico Uberto figlio di Maltraverso. In un altro documento, del 26 febbraio 1192, venne invece citata per la prima volta la chiesa che a quella valle diede il nome, in merito all’investitura di un “presbiter Valentinus de Sancto Eusebio”, il quale cominciò a coltivare alcune terre “per parabolam domni Joseph abbatis Pratalee”.
Da questi documenti si ricava che la chiesa esisteva almeno dall’XI secolo, anche se l’intitolazione a Sant’Eusebio potrebbe suggerire una datazione più antica in quanto si tratta di un santo spesso utilizzato per l’esaugurazione di chiese Longobarde, per via della sua lotta contro l’arianesimo. Si desume, inoltre, che tale chiesa apparteneva all’Abbazia di Praglia dal XII secolo. 
Inizialmente la chiesa di Sant’Eusebio costituiva la parrocchiale di Valsanzibio, ma, probabilmente alla fine del XIII secolo, tale titolo venne trasferito al già esistente oratorio di San Lorenzo, riducendo Sant’Eusebio al ruolo di cappella di un monastero. Una motivazione di questa decisione potrebbe derivare dallo spostamento del nucleo insediativo nei pressi della chiesa di San Lorenzo, perché la zona a valle del "Monteselo" si era impaludata ulteriormente a causa di esondazioni del corso d’acqua. Un'altra motivazione potrebbe risiedere nel fatto che la chiesa di Sant’Eusebio era passata alle dipendenze dell’Abbazia di Praglia, anche se in realtà non è raro trovare una chiesa parrocchiale dipendente da un monastero. Ciò che sembra insolito di questo legame è la distanza tra il monastero e la chiesa dipendente (Praglia e Valsanzibio distano quasi 12 km), fatto che forse poteva causare problematiche per quanto riguarda le funzioni religiose e la cura delle anime. Dal momento in cui l'Abbazia di Praglia assunse il controllo del complesso monastico di Valsanzibio, esso era gestito da un custode con il titolo di priore, che aveva il compito di raccogliere i prodotti delle decime dai territori circostanti per inviarle all’Abbazia di Praglia. Tale dipendenza continuò nei secoli successivi, come affermano ulteriori documenti storici: la “cartula dathie” dell’episcopato padovano del 1221, la decima papale del 1297, che cita la “ecclesia S.Eusebii de Valle, que subest monasterio Pratalie” e l'estimo papale del 1298. Anche in alcune mappe di XVI e di XVII secolo è indicata la dipendenza dall’Abbazia di Praglia, rapporto di subordinazione che terminò con la soppressione ottocentesca dell’Abbazia.
Il complesso monastico è in stato di rovina, da quando, nella metà del XX secolo, è stata abbandonato con la fine dello svolgimento di funzioni religiose al suo interno.

## Descrizione

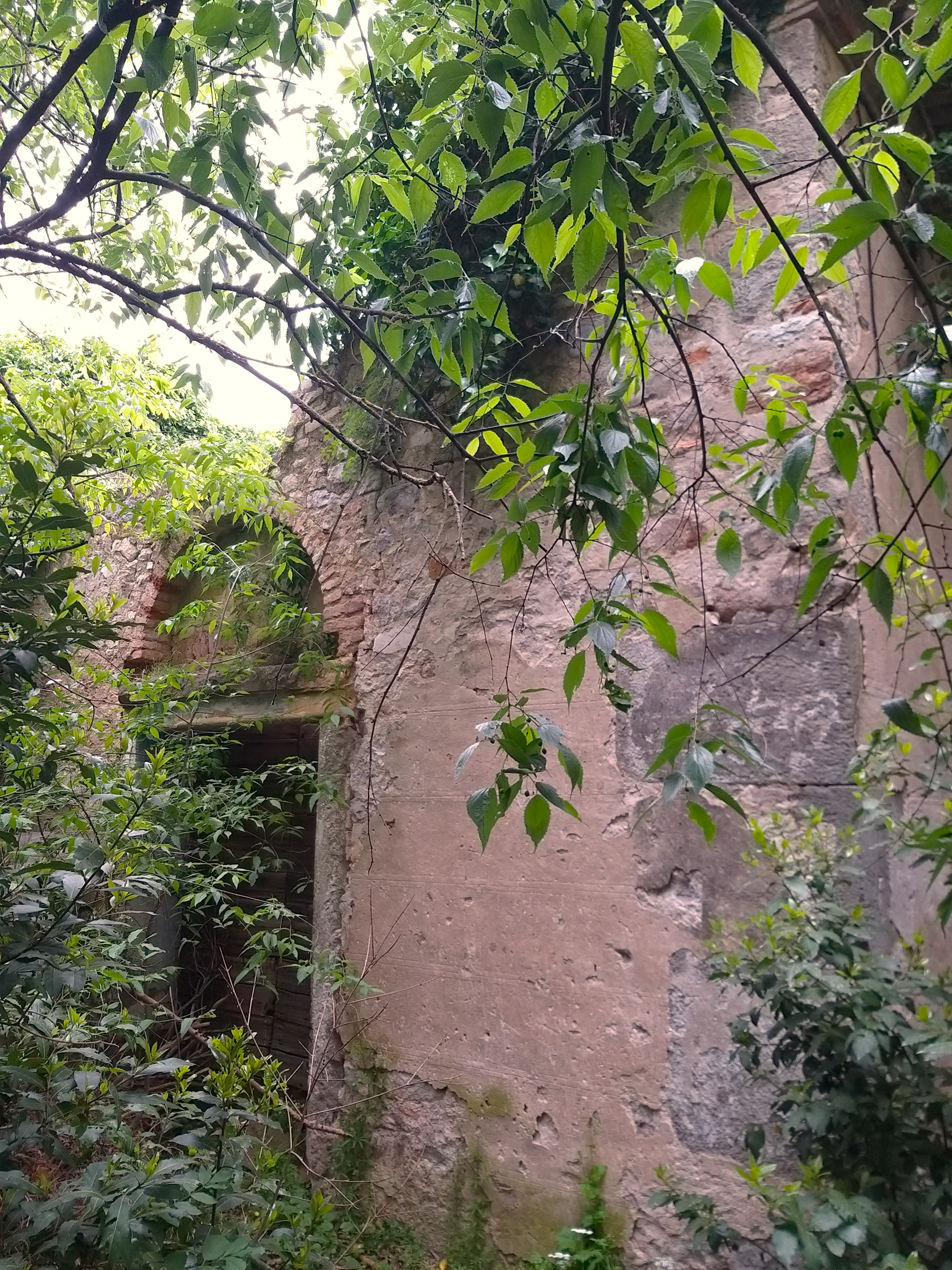
Facciata della chiesa di Sant'Eusebio, 2024.

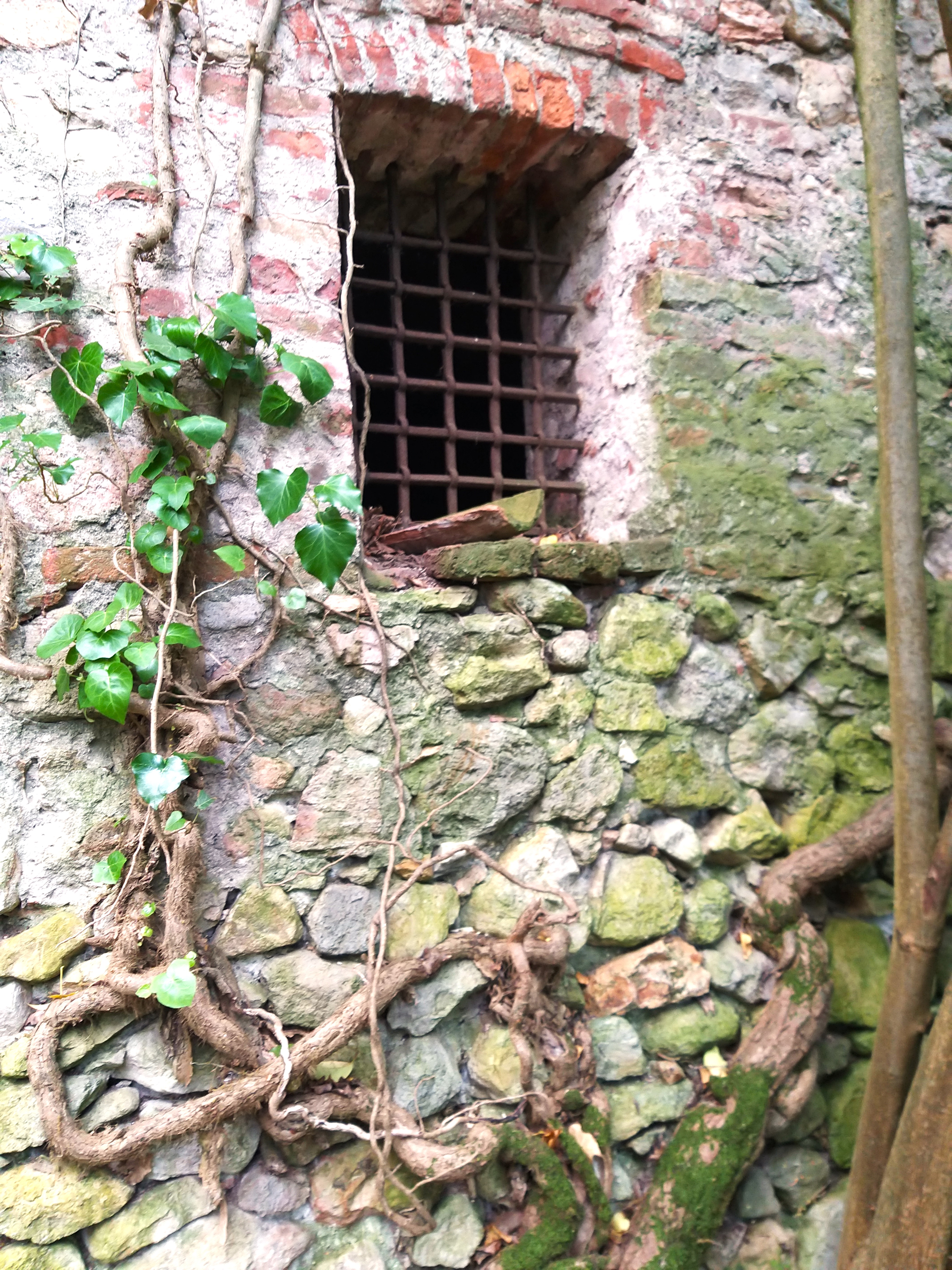
Dettaglio della parete laterale della chiesa di Sant'Eusebio, 2024.

Alcune mappe storiche riportano l’organizzazione spaziale del complesso monastico e la sua evoluzione nel tempo. Una mappa del 1570 rappresenta l’intero abitato di Valsanzibio: le uniche tre costruzioni disegnate in modo articolato sono il priorato di sant’Eusebio, la pieve di San Lorenzo e una corte dove sorgerà poi villa Barbarigo, che simboleggiano il potere del clero, degli ordini monastici e del patriziato; tutti gli altri edifici sono rappresentati ad un solo piano. Il monastero di Sant'Eusebio appare circondato da bosco, come analogamente appare in un'altra mappa del 1620. Il monastero era costituito da due parti: una religiosa sulla cime del colle, l’altra rustica, posta nella valle sottostante. Stando alle rappresentazioni di XVII secolo il complesso religioso comprendeva la chiesa (con rosone in facciata e campanile con guglia), un piccolo chiostro con pozzo centrale, l'alloggio del priore, il dormitorio dei monaci e le cantine. L'area rustica comprendeva alcuni edifici adibiti a magazzini. Di quest'area rustica rimangono, agli inizi del XXI secolo, alcuni edifici restaurati e una Colombara moderna recuperata e studiata dal proprietario, mentre l’area religiosa è in stato di rovina ed è appartenente ad un privato.
  

Dalle rovine odierne della chiesa si rileva che era ad unica navata e che era dotata di una cripta sotterranea, la quale prendeva luce tramite alcune aperture poste al livello del terreno. La porzione visibile della chiesa, invasa da piante infestanti, mostra l'impiego di materiale lapideo (ciottoli di varie dimensioni, disposti in modo irregolare) congiunto a laterizio (mattoni di dimensioni differenti, legati da spessi giunti di malta grossolana, probabilmente frutto di restauri successivi) per le murature, che erano poi intonacate, come dimostrano alcuni lacerti di intonaco che si conservano ancora nel XXI secolo. Con la stessa tecnica costruttiva è realizzato il recinto che circondava il complesso monastico. Il portale d'ingresso in legno è incorniciato da due stipiti e un architrave in pietra; sopra di esso è stato ricavato un arco, con ghiera in mattoni disposti in modo da seguirne la curvatura. Il lunotto creato tra l'arco e l'architrave era decorato da un dipinto, di cui restano solo alcune porzioni di intonaco. 

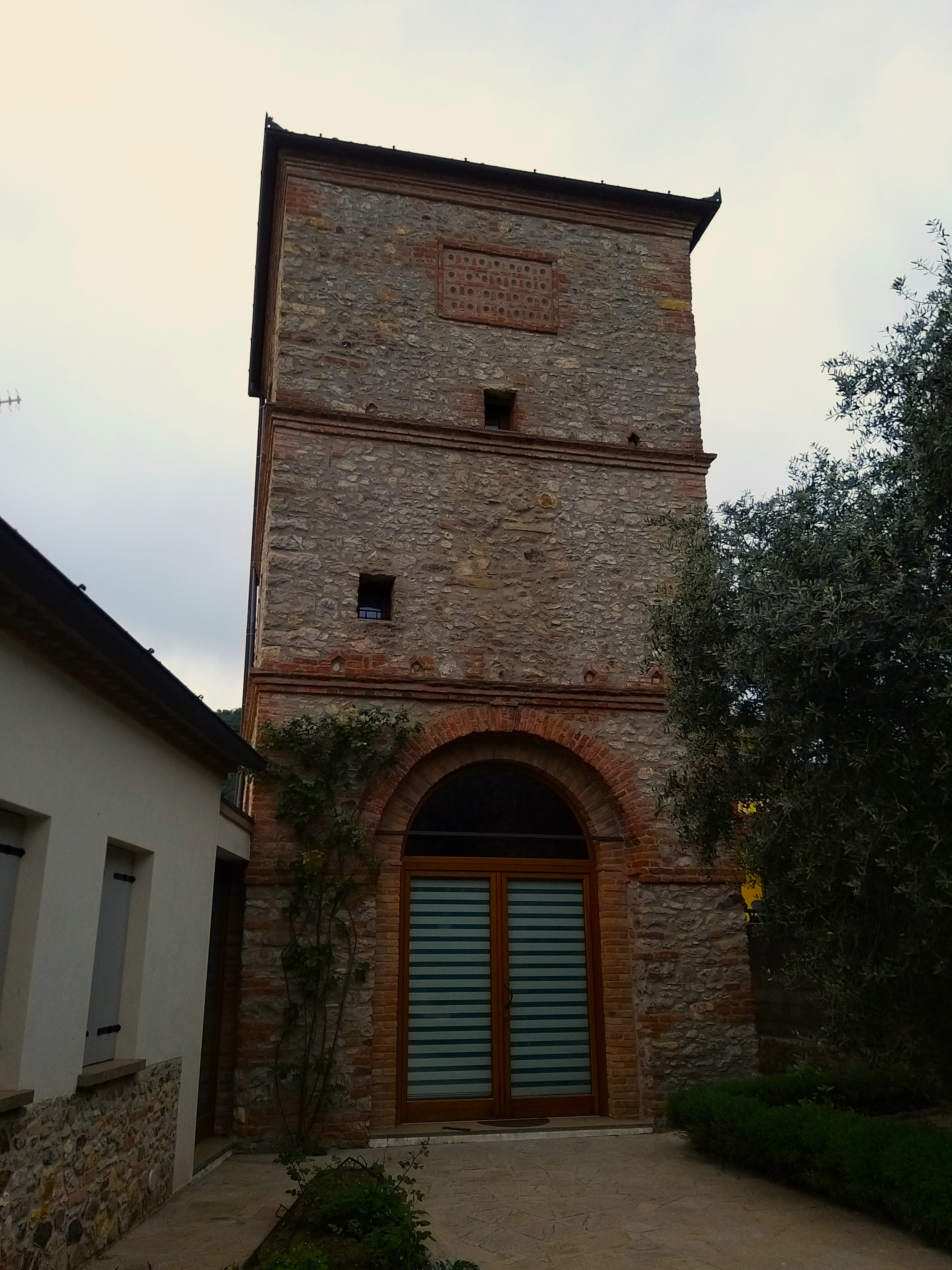
La Colombara moderna di Valsanzibio, nella ex parte rustica del monastero di Sant'Eusebio, a valle della collina.
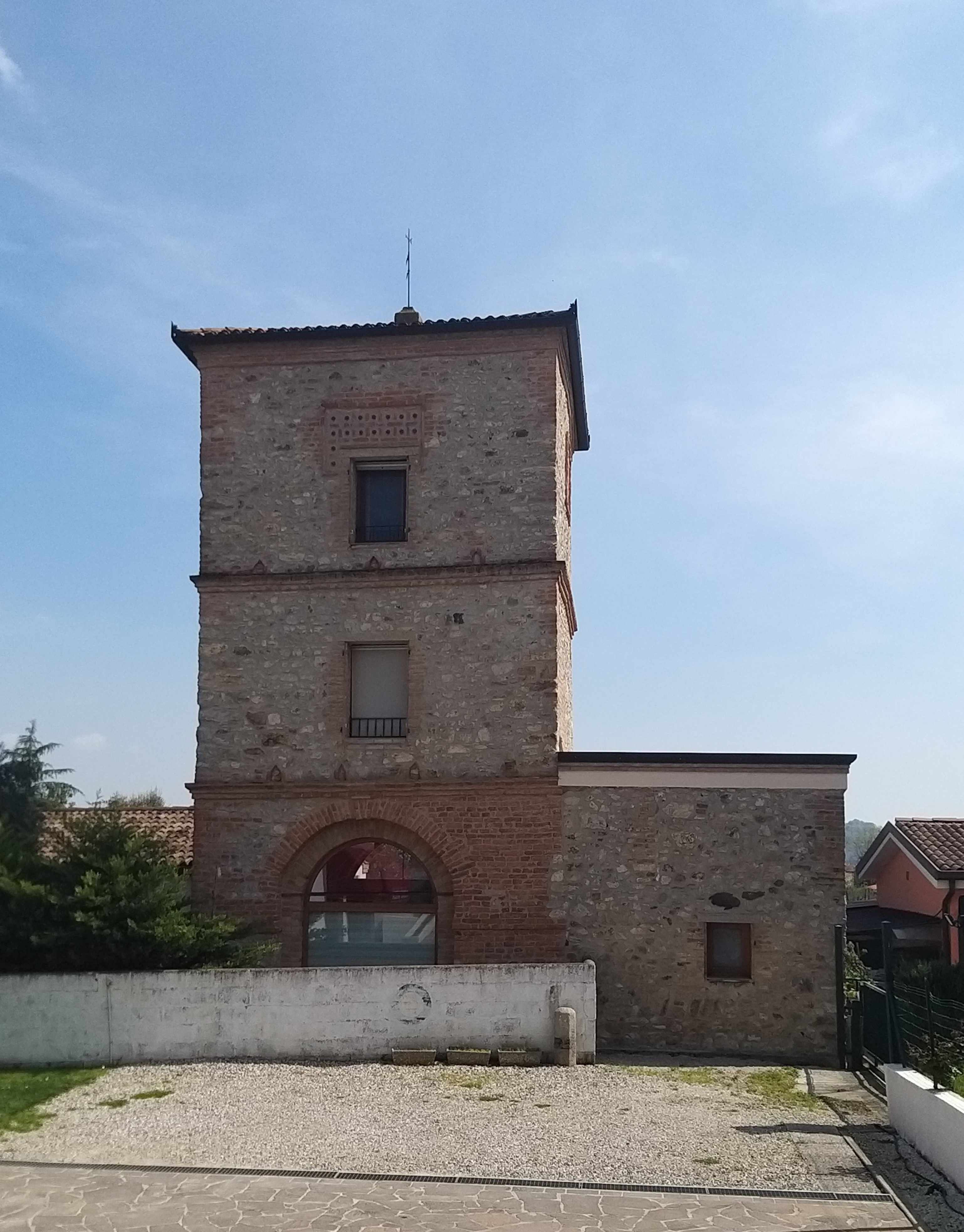
La Colombara moderna di Valsanzibio, nella ex parte rustica del monastero di Sant'Eusebio, a valle della collina, da un'altra prospettiva.
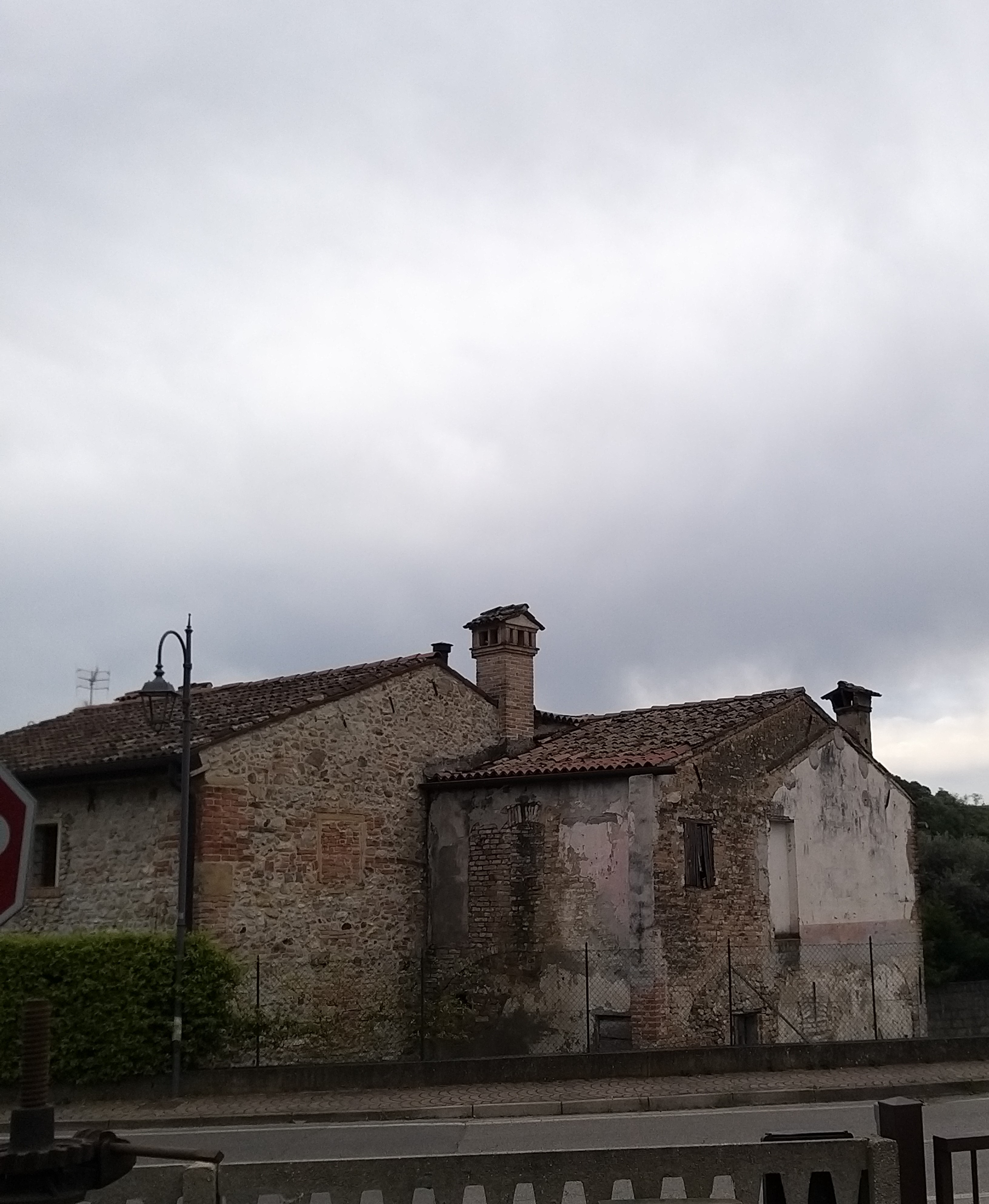
Edifici della ex parte rustica del monastero di Sant'Eusebio, a valle della collina.
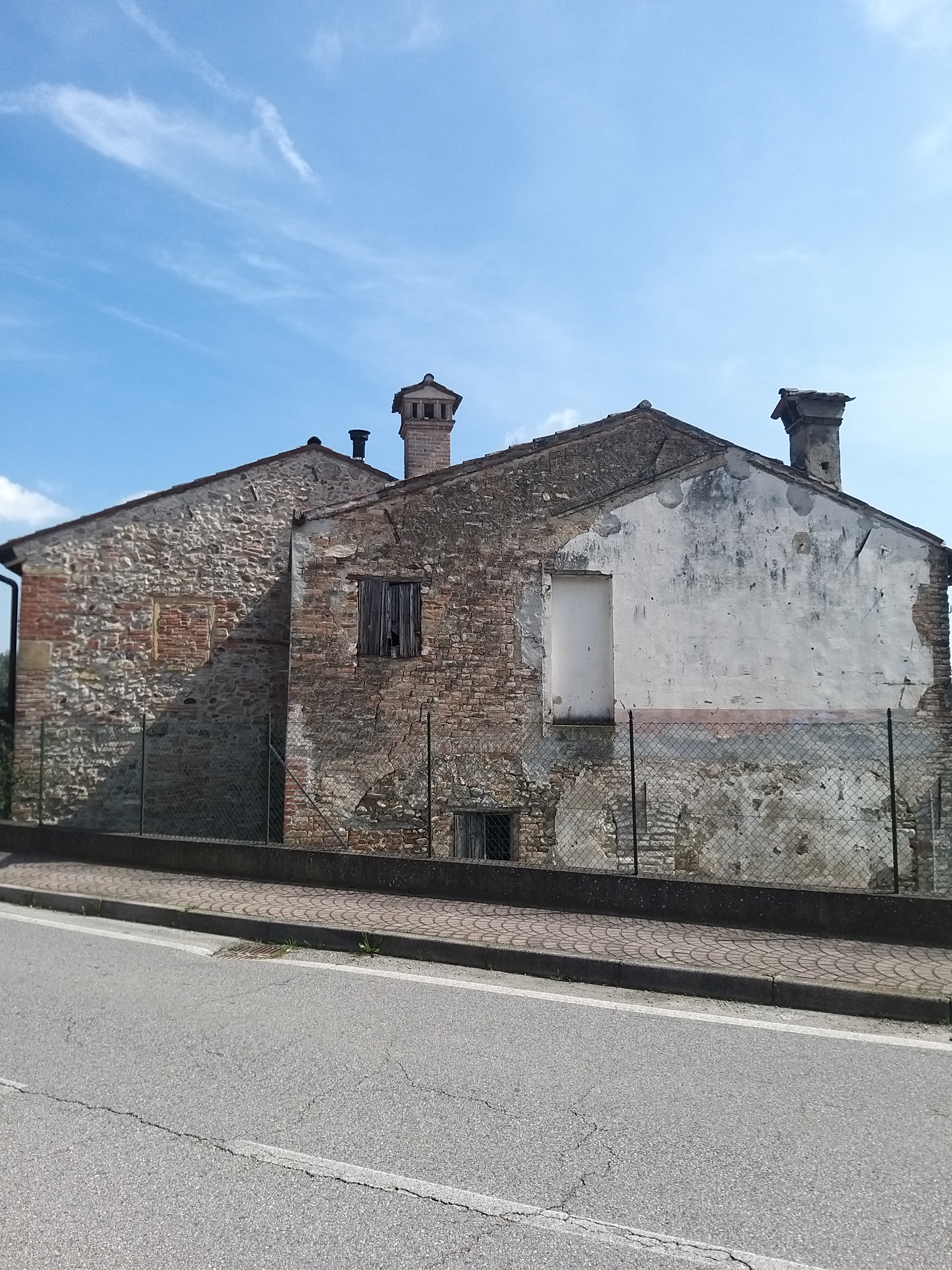
Edifici della ex parte rustica del monastero di Sant'Eusebio, da un'altra prospettiva.